# Jaskinia pod Płytą
Jaskinia pod Płytą – jaskinia w Dolinie Miętusiej w Tatrach Zachodnich. Wejście do niej znajduje się w Twardej Ścianie opadającej do Wielkiej Świstówki, poniżej Jaskini Niespodzianka, na wysokości 1625 metrów n.p.m. Długość jaskini wynosi 9 metrów, a jej deniwelacja 8 metrów.

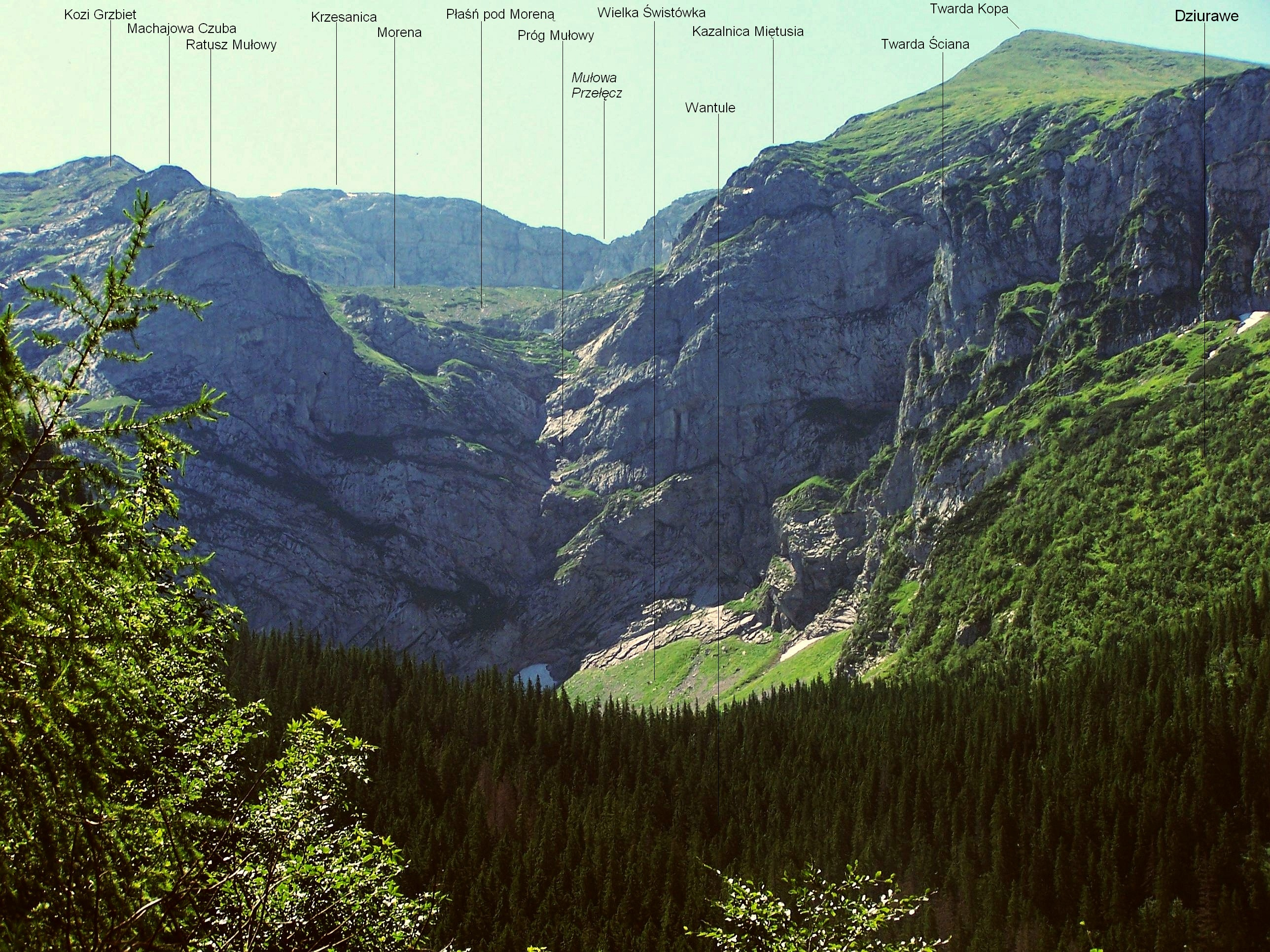
Wielka Świstówka. Na prawo Twarda Ściana

## Opis
Jaskinię stanowi studnia zaczynająca się w niewielkim otworze wejściowym. Jej dno tworzy salkę pokrytą blokami skalnymi. W jaskini brak jest nacieków. Nie prowadzono badań fauny i flory.
Jaskinię odkrył T. Snopkiewicz 21 czerwca 2003 roku.